# أوبيهبي كريتر

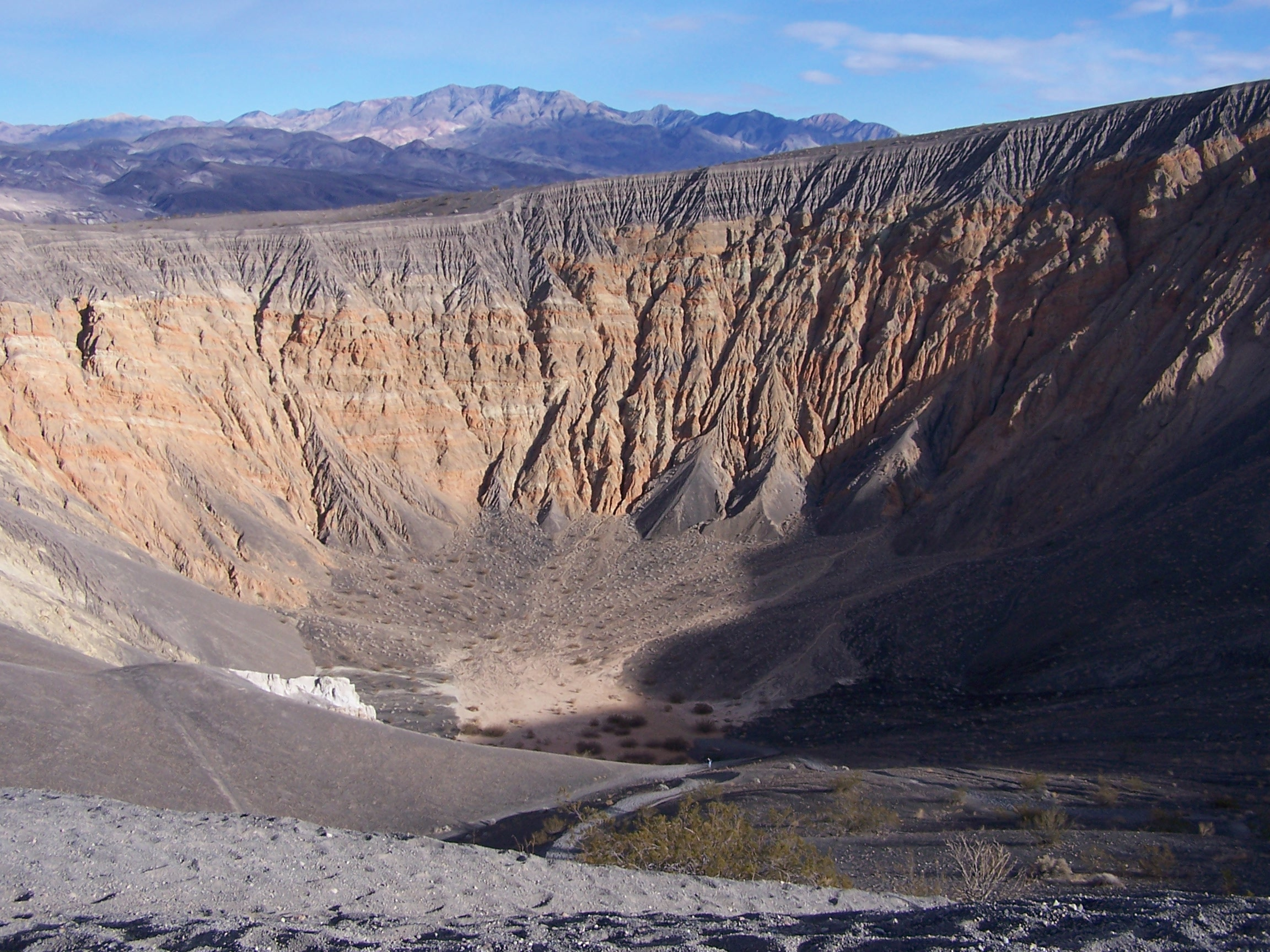
أوبيهبي كريتر، وادي الموت، كاليفورنيا

أوبيهبي كريتر هي فوهة بركانية كبيرة للحقل البركاني في النصف الشمالي من وادي الموت، في حديقة وادي الموت الوطنية، كاليفورنيا، الولايات المتحدة الأمريكية.